# Jamir Watkins
Jamir Kamal Watkins, né le 6 juillet 2001 à Trenton dans le New Jersey, est un joueur américain de basket-ball évoluant aux postes d'arrière et ailier. Il mesure 1,96 m.

## Biographie

### NBA
Jamir Watkins est sélectionné en quarante-troisième position par le Jazz de l'Utah lors de la draft 2025 de la NBA.
Il signe un contrat two-way avec les Wizards de Washington début juillet 2025.

## Palmarès et distinctions individuelles

### Universitaire
- Second-team All-ACC (2025)